# Lupta de la Călugăreni (1916)
Lupta de la Călugăreni a fost o acțiune militară de nivel tactic, desfășurată pe Frontul Român, în timpul campaniei din anul 1916 a participării României la Primul Război Mondial. Ea s-a desfășurat în perioada 16/29 noiembrie 1916 - 17/30 noiembrie 1916 și a avut ca rezultat stoparea înaintării forțelor Puterilor Centrale, în ea fiind angajate forțe române din Divizia 7 Infanterie și Divizia 18 Infanterie și forțe ale Puterilor Centrale din Divizia 1 Infanterie bulgară. A făcut parte din acțiunile militare care au avut loc în operația de pe Argeș și Neajlov.:p. 476

## Comandanți

### Comandanți români
- Colonel Grigore Bunescu

### Comandanți ai Puterilor Centrale
- General Hristo Nedialkov